# Mendelova univerzita v Brně
Mendelova univerzita v Brně (zkratka MENDELU) je nejstarším vysokým zemědělským a lesnickým učením v českých zemích. Univerzita je pojmenována po významném vědci na poli genetiky – Johannu Gregoru Mendelovi.
Původně byla zřízena v Brně v roce 1919 jako Vysoká škola zemědělská v Brně a pod tímto názvem existovala až do roku 1994. Poté nesla do 31. prosince 2009 název Mendelova zemědělská a lesnická univerzita v Brně. Jejím vznikem bylo dovršeno dlouhodobé úsilí o zřízení vysokého zemědělského učení na Moravě. Za dobu svého trvání prošla řadou organizačních i obsahových změn a připravila pro uplatnění v různých sférách národního hospodářství a oblastech hospodářské praxe téměř dvacet tisíc zemědělských inženýrů, více než šest a půl tisíc lesních inženýrů a téměř pět a půl tisíc inženýrů ekonomů.[zdroj?]
Sídlí v Brně, jedna z jejích fakult se nachází v Lednici.

## Fakulty
Mendelovu univerzitu v Brně tvoří pět fakult a jeden vysokoškolský ústav:
- Agronomická fakulta (sídlo v Brně)
- Lesnická a dřevařská fakulta (sídlo v Brně)
- Provozně ekonomická fakulta (sídlo v Brně)
- Zahradnická fakulta (sídlo v Lednici)
- Fakulta regionálního rozvoje a mezinárodních studií (sídlo v Brně)
- Institut celoživotního vzdělávání (sídlo v Brně)

Počet studujících na všech fakultách univerzity a na institutu v roce 2008 činil více než 12 000 aktivních studií.
V letech 1952–1959 existovala také Zootechnická fakulta a v letech 1952–1969 byla součástí školy i Veterinární fakulta.

## Vzdělávací program

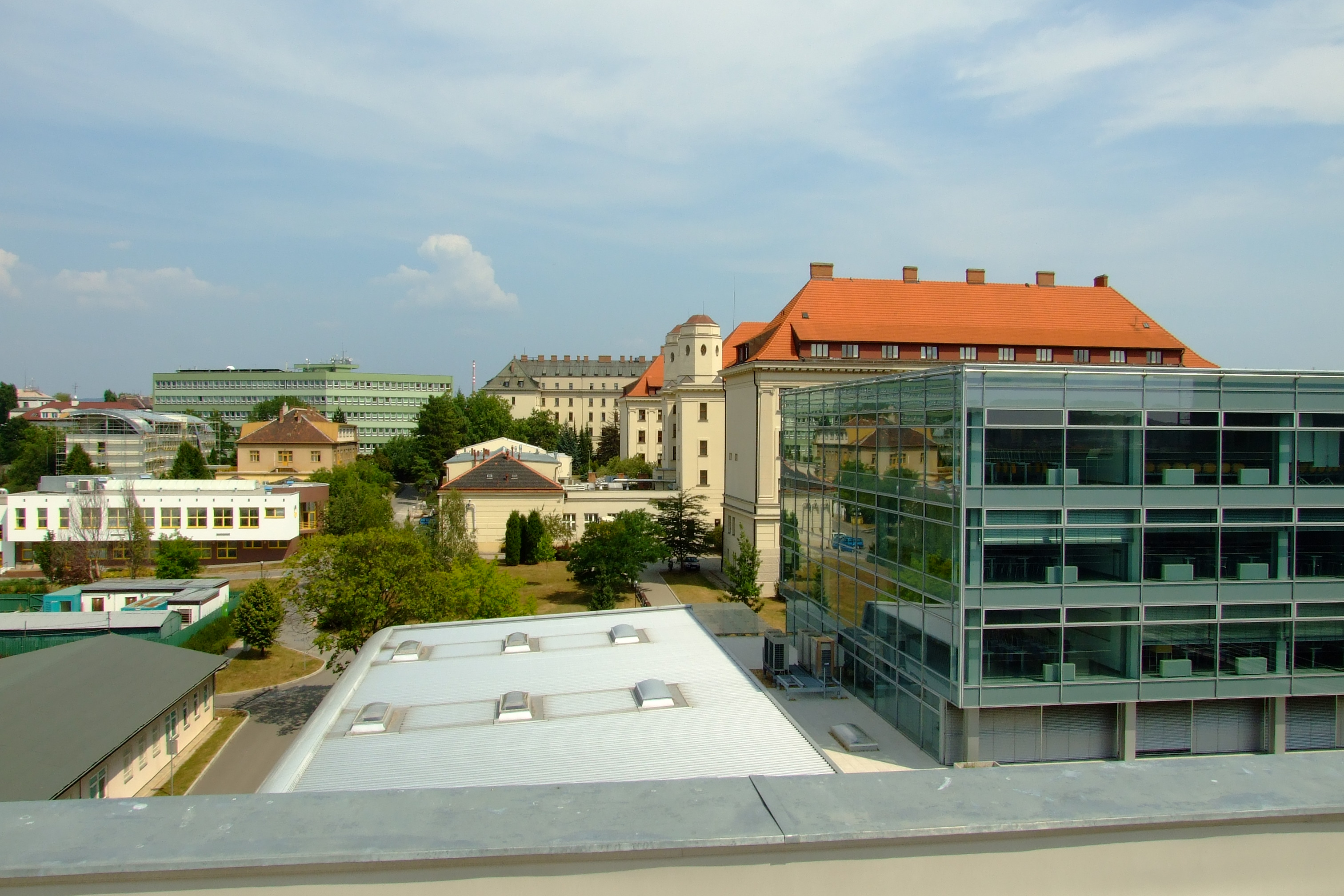
Areál univerzity v Brně

Vzdělávací program při vzniku této vysoké školy vycházel z jejich původních dvou odborů, tj. hospodářského a lesnického, a doznal v jisté časové posloupnosti svého výrazného rozšíření. Postupně docházelo k jeho doplňování o nové studijní programy a jejich obměňování tak, aby byly vhodněji naplňovány potřeby získávání vysokoškolské kvalifikace příslušného odborného zaměření. V současné době[kdy?] má univerzita akreditováno 19 studijních programů s 32 studijními obory pro bakalářské studium, 16 studijních programů s 37 studijními obory pro navazující (příp. pětileté) magisterské studium a 19 studijních programů s 30 studijními obory pro doktorské studium. V rámci studijních programů se mohou studenti rovněž individuálně profilovat v řadě odborných předmětů, jejichž obsahová náplň byla upravena s ohledem na potřeby spojené se vstupem Česka do Evropské unie. Univerzita dále nabízí studium v rámci kurzů celoživotního vzdělávání v 6 studijních programech (8 studijních oborech) a od roku 2003 také výuku v rámci Univerzity třetího věku (3 studijní obory).
Od roku 2012 používá Mendelova univerzita pro kontrolu závěrečných prací studentů systém Theses. Po případu diplomové práce Taťány Malé v roce 2018 mělo být zpřísněno ověřování závěrečných prací v podobě zavedení třístupňové kontroly.

### Odebrání akreditace v doktorském studiu v roce 2023
V roce 2021 proběhlo šetření a následně došlo na jaře roku 2022 Národním akreditačním úřadem pro vysoké školství (NAÚ) k odebrání akreditace pro doktorské studium v ekonomických oborech na Provozně ekonomické fakultě kvůli plagiátům a tzv. rychlostudiu zejména zahraničních, tedy platících studentů (zahraniční studenti studující v jiném než českém studiu zajišťují univerzitám příjem) v anglickojazyčném oboru Economics and Management, získávaných částečně od roku 2013 přes specializovanou rakouskou agenturu. Mendelova univerzita si rovněž na základě rozhodnutí nebude moci sama schvalovat nové studijní plány pro nové doktorské studijní programy v ekonomických oborech. Univerzita se proti odebrání akreditace odvolala, Přezkumná komise NAÚ rozhodnutí v srpnu 2022 zrušila a vrátila Radě NAÚ k novému projednání. V lednu 2023 Rada NAÚ rozhodla o odebrání institucionální akreditace Mendelově univerzitě pro doktorské studijní programy v ekonomických vědách a o zániku oprávnění uskutečňovat doktorský studijní program Ekonomika a management na PEF v češtině i angličtině.

## Vědecko-výzkumné úkoly
Řešení vědecko-výzkumných úkolů vychází z dlouhodobé prognózy a vědecké orientace univerzity a fakult a zahrnuje oblast zemědělských, lesnických, biologických, ekonomických a technických věd. Jedná se o otevřený okruh výzkumných aktivit, uplatňovaný v institucionálním výzkumu, ve výběrových řízeních grantových agentur, výzkumných centrech a v mezinárodních vědecko-výzkumných programech. Výzkumný program MENDELU v Brně sleduje v obecné rovině aktuální trendy současného vývoje základních vědních disciplín, zejména biologie a jejich aplikace v zemědělských, lesnických, zahradnických a ekonomických vědách. V praktické realizaci se jedná o cílené řízení biologických procesů, efektivní využívání neobnovitelných a tvorbu obnovitelných přírodních zdrojů při rozvoji trvale udržitelného, multifunkčního zemědělství a agrobyznysu. Důraz je kladen na kvalitu a bezpečnost zemědělských produktů obecně a potravin zvláště v podmínkách rostoucí konkurence na liberalizujícím se světovém agrárním trhu. V kontextu se závěry Společné zemědělské politiky EU jako prioritní preferuje univerzita zejména témata věnující se multifunkčnímu zemědělství a lesnictví, významu jejich produkčních a mimoprodukčních funkcí při utváření krajinného prostoru a rozvoji venkova.

## Zahraniční styky
V oblasti zahraničních styků realizují zaměstnanci i posluchači studijní a přednáškové pobyty, stáže a konzultace na vysokých školách ve Francii, Polsku, Rakousku, Německu, USA a Velké Británii a v mnoha dalších zemích. MENDELU je členem významných evropských organizací (CRE, ICA) a spolupracujících sítí analogicky profesně zaměřených škol. Rozšíření možnosti zahraniční spolupráce nabízí zapojení univerzity zejména do programu SOCRATES, LEONARDO DA VINCI CEEPUS, AKTION a dalších mezinárodních projektů.

## Ubytování

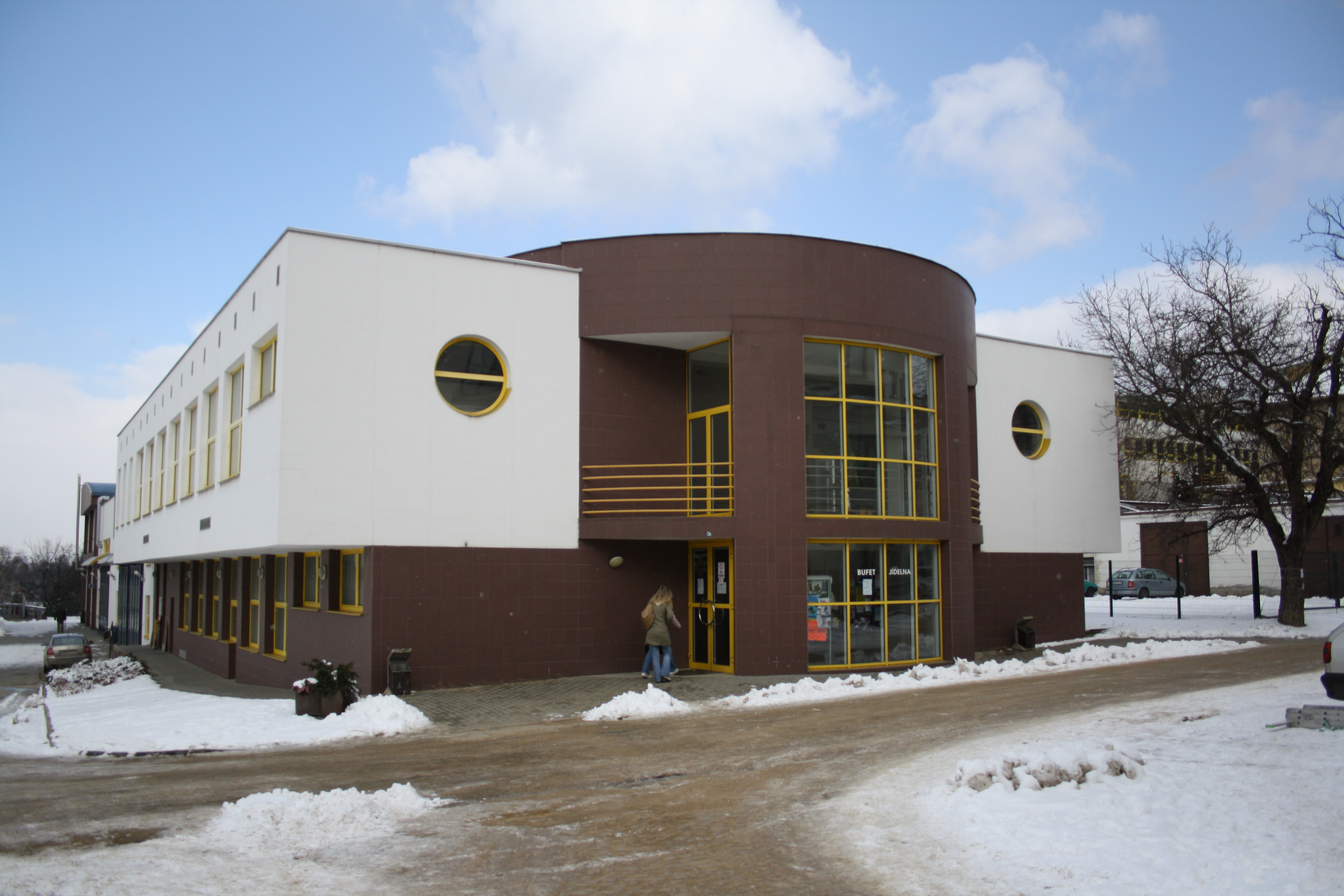
Budova menzy v areálu Černá Pole v Brně

MENDELU v Brně má k dispozici ubytovací kapacitu na vysokoškolských kolejích především v Brně a Lednici. Všichni zájemci mají možnost stravování ve vysokoškolské menze. Tělovýchovné a sportovní vyžití je studentům umožněno v rámci fakultativní tělesné výchovy a prostřednictvím vysokoškolského sportovního klubu univerzity.
Koleje Mendelovy univerzity:
- Koleje Jana Amose Komenského (Kohoutova 3–11)
- Tauferovy koleje (Jana Babáka 3)
- Kolej Akademie (třída Generála Píky 7, v budově Z)
- Koleje Petra Bezruče (Valtická 538, Lednice)
- Koleje Zámeček (Valtická 340, Lednice) – pouze pro hosty a veřejnost

## Praktická výuka
Potřebám praktické výuky studentů, k řešení výzkumných úkolů a ověřování vědeckých poznatků v praxi slouží Školní zemědělský podnik Žabčice a Školní lesní podnik Masarykův les ve Křtinách. Doplňující pedagogické studium učitelství odborných předmětů, doplňující pedagogické studium mistrů odborné výchovy, výuku seniorů v rámci Univerzity třetího věku a vzdělávací kurzy podle potřeb a požadavků široké veřejnosti zajišťuje Institut celoživotního vzdělávání, založený v roce 2003. Pro výukové účely je využívána také Botanická zahrada a arboretum v Brně. K dispozici je rozsáhlá knihovna, čítárna časopisů a moderní informační a počítačové centrum jako součásti Ústavu vědecko-pedagogických informací a služeb. Ústav informačních technologií se stará o provoz informačního systému UIS a správu univerzitní IT infrastruktury. Audiovizuální centrum zhotovuje videozáznamy pro potřeby výuky a výzkumu a spravuje celouniverzitní filmotéku a videotéku. K zachování a zpřístupnění archivního bohatství univerzity dalším generacím je zaměřena činnost Univerzitního archivu.

## Stockholm Junior Water Prize
Stockholm Junior Water Prize (SJWP) je mezinárodní projekt, který spojuje středoškolské studenty se zájmem o vodu a její udržitelnost. Každý rok tisíce studentů z více než 30 zemí světa soutěží o nejlepší práci, která přímo či nepřímo souvisí s vodou. V roce 2022 se soutěže poprvé zúčastnila i Česká republika. Mendelova univerzita v Brně poskytla akci záštitu a stala se organizátorem národního kola. Z tohoto kola vzejde vítěz, jenž reprezentuje svůj projekt, školu i Českou republiku v mezinárodním kole ve Stockholmu.